# Bang Bang (песня Green Day)
«Bang Bang» — песня Американской панк-рок-группы Green Day. Она была выпущена 11 августа 2016 как первый сингл их 12-го альбома «Revolution Radio», вышедшего спустя четыре года после трилогии «¡Uno!», «¡Dos!» и «¡Tré!» 2012 года. Песня была написана как реакция на увеличение количества вооруженных преступлений в США. «Bang Bang» — первый сингл группы, записанный после того, как Джейсон Уайт покинул её.
Клип на песню был выпущен 13 сентября. В нём три человека, одетых в маски, совершают ограбление банка, после чего едут на вечеринку, на которой играют участники группы.
Сингл был положительно принят, и занял первые позиции чартов Hot Mainstream Rock Tracks, Alternative Songs и других.

## Запись и отзывы
Билли Джо Армстронг начал записывать материал в своей студии «Otis» в Окленде в 2014. Первая записанная песня — «Bang Bang» — была описана им как самый агрессивный сингл, который они когда-либо выпускали. Она поётся от лица стрелка-террориста. Билли Джо сказал, что песня про массовые убийства в Америке, смешанных с нарциссическими СМИ.
Критиками песня описывалась как напоминающая ранние дни Green Day — времен 39/Smooth, Kerplunk!, Dookie, а также их альбом «21st Century Breakdown». «Bang Bang» — это «смесь звучания Green Day из 90-х и их текстов из 2000-х». Песню описывают как отражающую растерянность в сегодняшнем мире, попытки найти себя в хаосе. Билли Джо также отметил, что подобные темы часты в творчестве группы.

## Выпуск
«Bang Bang» выпустили 11 августа 2016 года на сервисах скачивания музыки как главный сингл их предстоящего альбома «Revolution Radio». На следующий день группа также выпустила видео с текстом песни, которое набрало более двух миллионов просмотров за пять дней. 28 августа группа объявила, что сингл выйдет на CD и будет доступен только на территории США в Best Buy, а на стороне B будет live-версия песни "Letterbomb".

## Клип
Клип на песню вышел 13 сентября 2016 года. Режиссёр - фронтмен группы Rancid Тим Армстронг. В клипе, трое преступников грабят банк в масках с лицами членов Green Day, что перемежается с кадрами, как группа играет на вечеринке. После ограбления преступники садятся в машину и снимают маски - ими оказываются две девушки и парень - после чего едут на ту вечеринку. Приехав, они пробираются сквозь толпу к группе и раскидывают украденные деньги.
Блондинку, которая была в маске Майка Дирнта, играет украинская актриса Иванна Сахно.

## Список композиций
Все тексты написаны Билли Джо Армстронгом, вся музыка написана Green Day (Армстронг, Майк Дёрнт, Тре Кул).
| №  | Название    | Длительность |
| -- | ----------- | ------------ |
| 1. | «Bang Bang» | 3:27         |

| №                   | Название                                                       | Длительность |
| ------------------- | -------------------------------------------------------------- | ------------ |
| 1.                  | «Bang Bang»                                                    | 3:27         |
| 2.                  | «Letterbomb» (live-версия из Чула-Висты, 2 сентября 2010 года) | 4:34         |
| Общая длительность: | Общая длительность:                                            | 8:01         |

## Позиции в чартах
После выхода "Bang Bang" попала на семнадцатую позицию в чарте Hot Mainstream Rock Tracks, заняв первую строчку в течение трех недель. Песня заняла первую строчку быстрее всех остальных синглов группы (предыдущий рекорд - 5 недель у песни "Know Your Enemy"); также, она делит второе место с песней The Day That Never Comes группы Metallica по скорости выхода на первое место, уступая лишь песне Something from Nothing группы Foo Fighters.
В чарте Alternative Songs песня после выхода заняла шестнадцатую позицию, позже заняв первую. Таким образом, "Bang Bang" стала десятым синглом Green Day, попавшего на первые строчки в чартах (такого же результата добились Foo Fighters), а также тридцать первой песней группы в чартах.
| Chart (2016)                                 | Peak position |
| -------------------------------------------- | ------------- |
| Австралия (ARIA)                             | 1             |
| Бельгия/Фландрия (Ultratip Bubbling Under)   | 3             |
| Канада (Billboard Canadian Hot 100)          | 75            |
| Канада (Billboard Rock)                      | 1             |
| Япония (Billboard Japan Hot 100)             | 91            |
| Новая Зеландия (Recorded Music NZ)           | 2             |
| Шотландия (OCC Scotland)                     | 36            |
| Великобритания (OCC UK Singles)              | 84            |
| UK Rock (Official Charts Company)            | 1             |
| США (Billboard Alternative Airplay)          | 1             |
| США (Billboard Bubbling Under Hot 100)       | 4             |
| США (Billboard Hot Rock & Alternative Songs) | 8             |
| США (Billboard Mainstream Rock)              | 1             |
| США (Billboard Rock & Alternative Airplay)   | 1             |